# Sofia Dahlström
Anna Sofia Dahlström, född 16 april 1973 i Göteborg, är en svensk journalist och sedan maj 2019 programchef på SVT Göteborg.
Hon var mellan 2015 och 2019 chefredaktör för Göteborgs-Tidningen, och tidigare arbetat som nyhetschef på Göteborgs-Posten samt med Nyhetsmorgon, Kalla fakta, Malou möter, Morgonpasset i P3, Filmkrönikan och Uppdrag granskning.